# Grefrather EisSport & EventPark

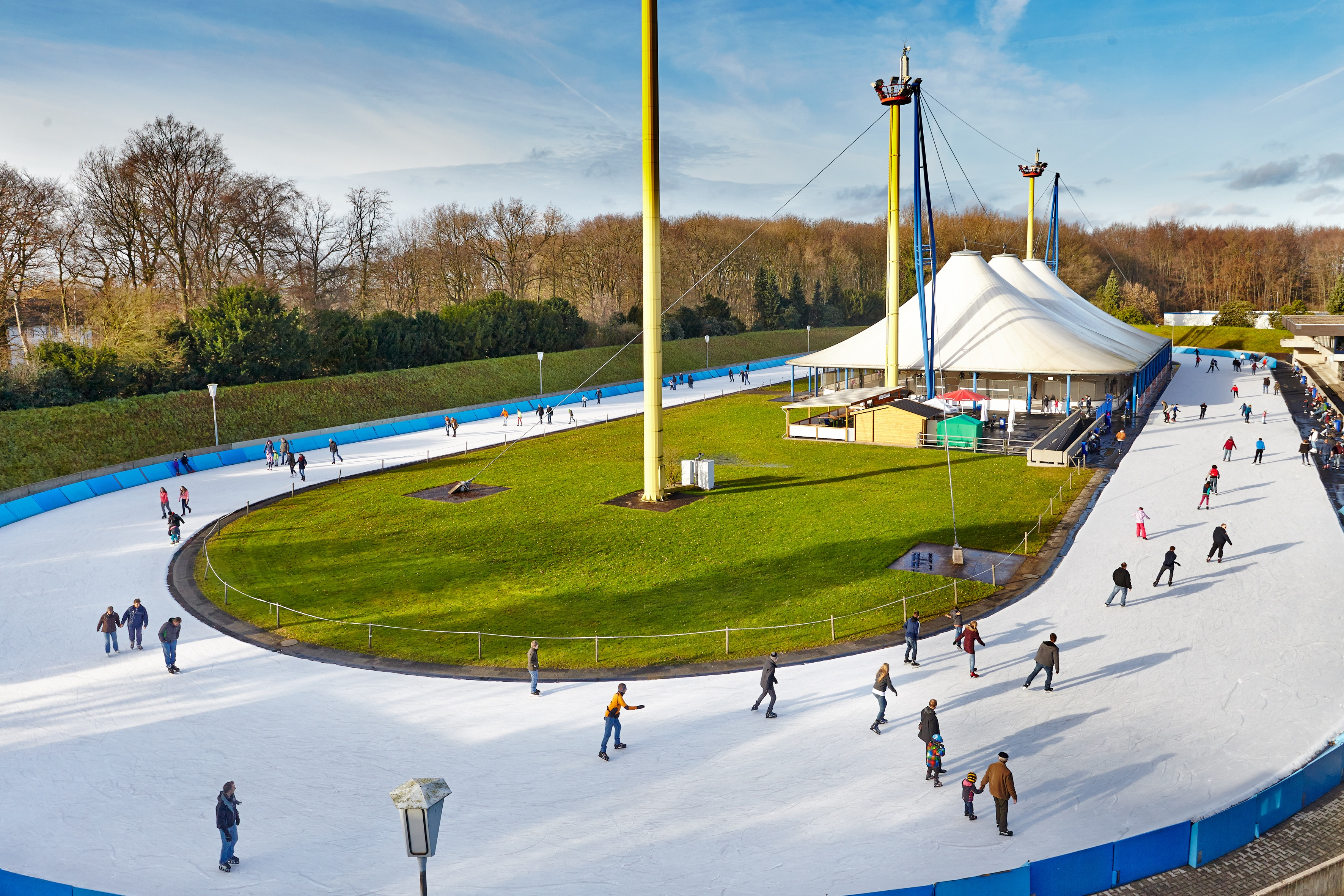
400-Meter-Außenring

Der Grefrather EisSport & EventPark ist ein Eissportzentrum in Grefrath und besteht aus einer Multifunktionshalle, einem 400-Meter-Außenring (Eisschnelllaufbahn) und einem Eislaufzelt mit insgesamt 8.000 m² Eisfläche. Damit ist es das größte Eisstadion in Nordrhein-Westfalen. Außerdem ist der Sportkomplex Veranstaltungsort für Konzerte, Shows, Messen, Ausstellungen sowie diverse Sport- und Firmenveranstaltungen. Der EisSport & Eventpark gehört der Sport- und Freizeit gGmbH Grefrath, die der Gemeinde Grefrath gehört.

## Bau und Entstehung
Die Anlage wurde von 1970 bis Anfang 1972 erbaut. Im Herbst 1971 gab es erstmals die Möglichkeit zum Eislaufen in der Halle, die Außenbahn (400-Meter-Ring) und das Außenfeld folgten erst 1974 oder 1975.

## Nutzung
Neben dem öffentlichen Eislaufangebot wird regelmäßig eine Eisdisco veranstaltet.

### Sportvereine
Mehrere Eissportvereine sind im Grefrather EisSport & EventPark beheimatet:
- Grefrather Eissport Club (GEC) – Eishockey[3]
- Grefrather Eissport Gemeinschaft (GEG) – Eishockey[4]
- Grefrather Schlittschuh Klub (GSK) – Eiskunstlauf[5]
- Eisschnelllaufclub Grefrath 1992 (ECG) – Eisschnelllauf[6]

Aber auch weitere Vereine aus der Region und den Niederlanden nutzen das Eisstadion mit seinen Trainingsmöglichkeiten.

### Veranstaltungen
Die Multifunktionshalle mit einer Innenfläche von 1.800 m² wird im Wesentlichen von März bis September für Veranstaltungen genutzt, kann aber auch in der „Eiszeit“ von September bis März für Veranstaltungen genutzt werden, indem das Eis abgedeckt wird. Mit den zwölf rechts und links ansteigenden Sitzreihen finden bis zu 6.300 Besucher Platz, mit Bestuhlung bis zu 4.500.
Außen stehen rund 20.000 m² Veranstaltungs- und Ausstellungsfläche zur Verfügung.

### Sportliche Wettkämpfe
Auf dem 400 m Außenring finden jährlich mehrere Wettkämpfe im Eisschnelllauf statt. Hierzu gehören ein Eröffnungsrennen, vier Rennen des NRW-Pokal, die NRW-Meisterschaft sowie ein Abschlussrennen mit Siegerehrung des NRW-Pokals.